# Heimatstube Reichenberg

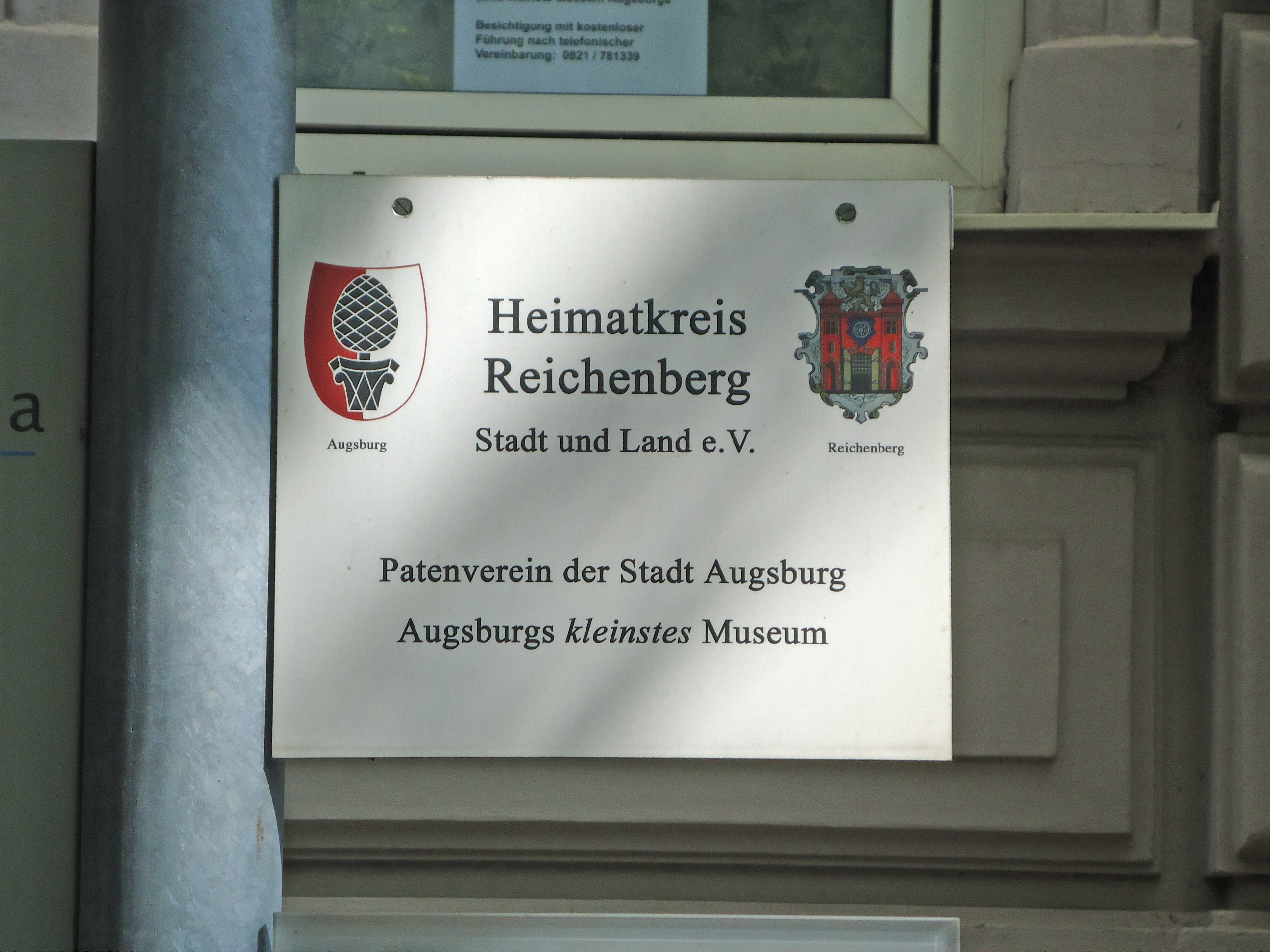
Heimatstube Reichenberg

Die Heimatstube Reichenberg in Augsburg ist ein Heimatmuseum, das sich mit Traditionen und Geschichte der tschechischen Stadt Liberec – deutsch Reichenberg – in Nordböhmen befasst.

## Geschichte
Zehn Jahre nach dem Ende des Zweiten Weltkrieges (1939 – 1945) übernahm die Stadt Augsburg 1955 die Patenschaft über die aus der Region um den Berg Ještěd (Jeschken) in Nordböhmen seit Mai 1945 vertriebenen Sudetendeutschen und folgte damit dem Beispiel des zu dieser Zeit noch selbstständigen Vorortes Göggingen, der ein Jahr zuvor die Patenschaft über die Heimatvertriebenen aus Neudek im Sudetenland übernommen hatte. Noch im selben Jahr wurden dem Heimatkreis Reichenberg Räumlichkeiten in der Maximilianstraße zur Verfügung gestellt. Dort begannen die Mitglieder des Vereins in ehrenamtlicher Tätigkeit mit dem Aufbau eines Heimatmuseums zur Geschichte der Stadt Reichenberg, welches 1959 durch ein heimatkundliches Archiv erweitert wurde. Diesem Archiv hinterließ Josef Preußler (bis 1941 Syrowatka; Vater des Kinderbuchautors Otfried Preußler), der letzte Stadtarchivar und Museumsleiter von Reichenberg vor der Vertreibung der Deutschen, seinen heimat- und familienkundlichen Nachlass nach seinem Tod im Jahre 1967.
Als die ersten Räumlichkeiten nicht mehr ausreichten, zog die Heimatstube Reichenberg 1971 in die Konrad-Adenauer-Allee 55. Vor mehreren Jahren erfolgte ein Umzug in die Konrad-Adenauer-Allee 39. Heute unterhält der Heimatkreis Reichenberg – Stadt und Land e. V. Augsburgs „kleinstes Museum“. Nach dem Fall des Eisernen Vorhanges 1989 führten die über Jahrzehnte durch den Verein zustande gekommenen Kontakte zwischen Augsburg und Liberec im Jahr 2001 zu einer offiziellen Städtepartnerschaft.

## Ausstellung
Die Heimatstube Reichenberg umfasst umfangreiche heimatkundliche Sammlungen mit Dotationen aus dem Kreis der Vertriebenen (unter anderem diverse Trachtenhauben, Gemälde, Webstuhlmodelle, Tuchmacherwerkzeuge), einen Stoffrest des Totenmantels von Kaiser Karl dem IV. und ein Bildarchiv, das unter anderem mehrere Tausend Landschafts- und Ortsaufnahmen über Nordböhmen und das Isergebirge enthält.

## Archiv und Bibliothek
Der Heimatstube Reichenberg angeschlossen ist ein Archiv, das Bestände aus dem ehemaligen Stadtarchiv Reichenbergs (Liberec) und seit dem Ende des Zweiten Weltkrieges im Jahr 1945 ergänzende Archivalien enthält. Die Bibliothek mit über 1.500 Bänden heimatkundlicher Literatur verwahrt auch etliche Ortschroniken aus Nordböhmen. Im Jahre 1974 gab der Heimatkreis Reichenberg ein Heimatbuch, bearbeitet von Randolf Gränzer unter Mitwirkung zahlreicher Heimatfreunde, heraus.
Jährlich erscheint ein Reichenberger Heimatkalender mit Bildern und Texten aus der Heimat.